# Sport- und Sozial-Club Jena
Der Sport- und Sozial-Club Jena e. V., kurz SSC Jena, ist ein Hockeyverein aus Jena in Thüringen, in dem Feld-, Hallen- und Cricket gespielt wird. Er ging im Jahr 2002 aus den Hockeyabteilungen des SV Carl Zeiss Jena e. V. und des SV Jenapharm Jena e. V. hervor.

## Spielstätten

### Feldhockey
Der Sport- und Sozial-Club verfügt über einen eigenen Kunstrasenplatz am Rand des Jenaer Ortsteils Lobeda-West. Der 2014 erneuerte Belag entspricht den aktuellen Standards im Hockeysport.

### Hallenhockey
Für die Wintersaison besitzt der SSC Jena keine eigene Halle. Es werden verschiedene Sporthallen in Jena als Trainings- und Spielorte genutzt. Dazu gehören das Sportforum Jena und die Dreifelderhalle des Staatlichen Berufsbildenden Schulzentrums Jena-Göschwitz.

### Cricket
Da Cricket eine in Thüringen bisher nur wenig verbreitete Sportart ist, spielt der SSC Jena derzeit in der Sächsischen Cricket-Liga. Für das Training wird im Sommer die Sportfläche „Rote Erde“ in unmittelbarer Nähe zum Sportgelände des SSC Jena genutzt. Im Sommer trainiert die Abteilung in der Dreifelderhalle des Staatlichen Berufsbildenden Schulzentrums Jena-Göschwitz.

## Geschichte

### 1911–1945
Im November 1911 wurde der VfB Jena (Verein für Bewegungsspiele mit Leichtathletik, Fußball u. Hockey) von Eugen Popp, Willi Völker, Otto Leonhardt, Hans Rudolph Götting und Walter Männel gegründet. In Jena fand am 10. Dezember 1911 das erste Hockeyspiel in Thüringen zwischen dem VfB Jena und dem SC Erfurt (1:1) statt.
Nach dem VfB Jena wurde 1911 ein weiterer Jenaer Hockey-Verein, ATV Gothania Jena, gegründet, dessen Wirken aber nur bis etwa 1914 nachweisbar ist.
Im März 1918 folgte die Gründung der Hockey-Abteilung des 1. Sportvereins (SV) 1901 Jena, und 1923 wurde die Hockey-Abteilung im Turnverein Wenigenjena gegründet.

### 1945–1989
Kurz nach Ende des Zweiten Weltkrieges war Hockey nur auf kommunaler Ebene in der sowjetischen Besatzungszone gestattet, ab 1946 über die Kreisgrenzen hinaus. Daraufhin bildeten sich 1947/48 Hockey-Sparten in den Ländern, so auch in Thüringen. In den Jahren 1948/49 entstanden BSG Schott-Ost Jena (ab 1950 BSG Chemie Jena) und BSG Mechanik Jena (ab 1950 BSG Motor Zeiss Jena), jeweils mit einer eigenen Hockey-Sparte.
Ab 1949 begann wieder der Spielbetrieb bei den Damen und Herren. 1951 wurden die ersten Thüringer Landesmeisterschaften in der Halle ausgetragen. Die ersten Meister waren die Damen, Herren und die weibliche Jugend – BSG Motor Zeiss Jena sowie die männliche Jugend – BSG KWU Erfurt.
Im Jahr 1953 kam es zur Gründung von Hockey-Leistungssportzentren in der DDR. In diesem Zusammenhang erfolgte in Jena die Gründung des SC Motor Jena.
Im Jahr 1982 wurde die BSG Chemie Jena in BSG Jenapharm Jena umbenannt.

### 1989–2002
1989 erfolgte die Umbenennung von BSG Jenapharm Jena in SV Jenapharm Jena e. V.
und 1990 die Umbenennung von BSG Carl Zeiss Jena in SV Carl Zeiss Jena e. V.
1999 verlor der SV Jenapharm die Spielmöglichkeit auf der „Gemeinschaftssportanlage Uni/Schott/Jenapharm“ wegen der Rückübertragung der Anlage an die Friedrich-Schiller-Universität. Der Trainings- und Spielbetrieb der Hockeyabteilungen des SV Carl Zeiss Jena und des SV Jenapharm Jena erfolgte ab diesem Zeitpunkt im Ernst-Abbe-Sportfeld ohne Vertrag mit der Stadt Jena.

### 2002–heute
Am 9. Dezember 2002 wurde SSC Jena e. V. („Sport- und Sozial-Club Jena e. V.“) als Zusammenschluss der Hockeyabteilungen des SV Carl Zeiss Jena e. V. und eines Großteils der Hockeyabteilung des SV Jenapharm Jena e. V. gegründet. Hauptziel war die Schaffung einer eigenen Kunstrasensportanlage, um damit den Grundstein für das Fortbestehen des Hockeysports in Jena zu legen. Gründungsmitglieder des SSC Jena e. V. waren R. Drechsler, R. Partschefeld, M. Elle, L. Schmidt, T. Schöttke, M. Krüger und B. Krüger.
Die erste Mitgliederversammlung wurde am 5. Mai 2003 abgehalten. Der erste Vorsitzende des SSC Jena war Ralph Partschefeld.
Im März 2003 wurde der Erbbaurechtsvertrag geschlossen und im April der erste Arbeitseinsatz zur Beräumung des Areals durchgeführt. Der Bau des Kunstrasenplatzes begann im Herbst des gleichen Jahres und dauerte bis zum August 2004. Er war zum damaligen Zeitpunkt die zweite Hockey-Kunstrasensportanlage in Thüringen. Die offizielle Einweihung der Anlage fand am 28. Mai 2005 statt. 
Am 9. Februar 2025 gewannen die Damen des SSC Jena  die Ostdeutsche Meisterschaft in der Halle und stiegen damit in die zweite Bundesliga für die Hallensaison 2025/2026 auf.

## Turniere
Seit 2014 wird die Ostdeutsche Meisterschaft der Mädchen und Knaben B, der Saalepokal, in Jena ausgetragen.
Im Bereich Elternhockey findet in unregelmäßigen Abständen das Jenaer-Schnapphans-Hockeyturnier statt.